# Vương Quán (Tam Quốc)
Vương Quán (chữ Hán: 王观) là quan nhà Tào Ngụy thời Tam Quốc trong lịch sử Trung Quốc.

## Sự nghiệp
Vương Quán có tên tự là Vĩ Đài (伟台), người huyện Lẫm Khâu thuộc Đông Quận, Duyện Châu. Từ nhỏ, ông mồ côi nhưng có chí, Tào Tháo làm thừa tướng của Hán Hiến Đế, nghe tiếng ông bèn cho triệu đến làm Thừa tướng văn học duyện. Sau đó ông ra ngoài lần lượt làm chức Huyện lệnh ở các huyện Cao Đường, Dương Tuyền, Toản và Nhâm, ở đâu cũng được khen ngợi.
Năm 220, con Tào Tháo là Tào Phi giành ngôi nhà Hán, triệu Vương Quán về triều làm Thượng thư lang, Đình uý giám. Sau đó ông lại được điều ra ngoài làm Thái thú Nam Dương và Thái thú Trác Quận. Trác Quận ở phía bắc liền với đất của tộc người Tiên Ti, có mấy toán cướp. Vương Quán ra lệnh cho dân ở ven biên cứ từ mười nhà trở lên, tụ tập một chỗ, xây nhà lớn dò la địch để phòng bị. Trong quận có người không muốn làm việc đó, Vương Quán bèn phái người gọi quan lại đại phương vào chầu, sai quay về giúp đỡ con em họ, không đặt ra kỳ hạn, chỉ ra sắc lệnh khi nào xong việc thì mọi người mới được trở về. Vì thế quan dân theo gương nhau, tự khuyến khích nhau làm việc không cần phải đôn đốc, trong vòng một tuần, nhất loại cùng hoàn thành. Vì việc phòng thủ được chuẩn bị, nạn cướp bóc ở Trác quận mới ngừng.
Năm 226, Tào Duệ lên kế vị Tào Phi, tức là Ngụy Minh Đế. Thời đó có quy định ở những vùng không yên ổn,có ngoại xâm hay cướp thì thái thú phải gửi con tin về triều, vì triều đình muốn người trấn nhậm sẽ không dám phản mà phải hết sức làm nhiệm vụ. Ngụy Minh Đế hạ chiếu thư sai người điều tra xem các quận huyện nơi nào là nguy kịch, bình thường hay yên ổn. Viên chủ giả trong quận muốn nói quận mình là bình thường, vì lo cho Vương Quán sẽ phải gửi con về triều làm con tin. Vương Quán không nghe, ông cho rằng:
"Làm người chủ, sở dĩ là vì dân. Nay nói quận không có mối nguy bên ngoài, thì khiến cho việc điều tra quân dịch đương nhiên có sai nhầm. Há có thể vì riêng quan Thái thú mà phụ lại dân chúng cả quận hay sao?"
Rồi cho nói cho triều đình biết là quận có mối nguy bên ngoài, sau đó đưa con trai duy nhất còn nhỏ đến huyện Nghiệp làm con tin.
Vì Vương Quán giữ mình trong sạch, lấy sự cần kiệm làm gương cho kẻ dưới, nên các thuộc hạ của ông hâm mộ bắt chước theo,cố gắng làm việc.
Tào Duệ đến Hứa Xương, cho triệu Vương Quán về làm Trì thư thị ngự sử, chủ trì việc thi hành án kiện của bậc Tam công. Bấy giờ Minh Đế nhiều lần mừng giận bất thường, nhưng Vương Quán không a dua thuận theo ý vua.
Thời Tào Phương, Thái uý Tư Mã Ý làm phụ chính mời ông làm Tòng sự trung lang, rồi thăng làm Thượng thư, sau cho ra ngoài làm Hà Nam doãn, rồi chuyển làm Thiếu phủ (quan coi kho tàng, chi dùng của triều đình). Viên phụ chính khác là Đại tướng quân Tào Sảng sai Tài quan là Trương Đạt phá huỷ một ngôi nhà công để lấy gỗ, cùng các đồ vật làm của riêng, Vương Quán nghe chuyện, cho biên chép hết tội trạng rồi quyết định tước chức quan của Trương Đạt.
Vì chức quan Thiếu phủ mà ông đang giữ cai quản tam Thượng phương ngự phủ mà trong đó có rất nhiều trân kỳ ngoạn vật, Tào Sảng lại xa hoa phóng túng, nhiều lần tìm cách của cải lấy để chi dùng, sợ Vương Quán giữ phép, bèn chuyển ông sang làm Thái phó.
Năm 250, Tư Mã Ý diệt Tào Sảng nắm toàn quyền trong triều, sai Vương Quán làm Hành trung lĩnh quân, chiếm lấy doanh quân của em Sảng là Tào Hi, phong ông làm Quan nội hầu, khôi phục cho chức Thượng thư, thêm Phụ mã đô uý.
Năm 254, Tào Mao lên ngôi, phong Vương Quán làm Trung Hương đình hầu. Không lâu sau, ông lại được thêm chức Quang lộc đại phu, chuyển sang làm Hữu phó xạ.
Năm 260, Tào Hoán lên ngôi, tấn phong Vương Quán làm Dương hương hầu, thêm thực ấp một ngàn hộ, gồm cả trước đó là 2500 hộ. Sau đó ông lại được thăng làm Tư không, Vương Quán không nhận, Tào Hoán không đồng ý, phái sứ giả tới tận nhà phong chức.
Vương Quán tới nhậm chức mấy ngày, rồi dâng trả ấn thụ, rồi lập tức tự lên xe quay về quê quán.
Sau đó Vương Quán mất tại nhà, ông dặn lại mọi người làm phần mộ chỉ đủ chứa quan tài, không để đồ quý vào, không đặt biển hiệu, không trồng cây.
Vương Quán được ban thuỵ hiệu là Túc hầu. Ông hoạt động trong hơn 40 năm, phục vụ cho 6 đời họ Tào suốt từ thời Tào Tháo tới thời Tào Hoán, không rõ bao nhiêu tuổi.